# Napoleon vom Broadway
Napoleon vom Broadway (OT: Twentieth Century) ist eine US-amerikanische Screwball-Komödie mit John Barrymore und Carole Lombard unter der Regie von Howard Hawks. Die Autoren Ben Hecht und Charles MacArthur schreiben das Drehbuch auf Basis ihres eigenen Theaterstückes, das 1932 am Broadway seine Premiere hatte.

## Handlung
Der temperamentvolle Theaterimpresario Oscar Jaffe glaubt, in dem Unterwäschemodell Mildred Plotka einen neuen Star entdeckt zu haben, und gibt ihr den Künstlernamen Lily Garland. Niemand sonst glaubt an das Talent von Lily, doch mit harten Methoden macht Oscar aus ihr einen Star. Nach drei überaus erfolgreichen Inszenierungen am Broadway haben die beiden nicht mehr nur eine professionelle Beziehung. Lily ist jedoch zunehmend abgestoßen von Oscars Egoismus und Ruhmsucht, der er jedes andere Gefühl unterordnet. Nach einem heftigen Streit geht Lily nach Hollywood und macht dort Karriere.
Oscar versucht, aus einer anderen Unbekannten einen Star zu machen, was aber misslingt. Nach mehreren Flops steht er vor dem Ende seiner Karriere. In Chicago können Oscar und seine Freunde Oliver Webb und Owen O’Malley gerade noch vor den Gläubigern fliehen und gelangen an Bord des Luxuszuges Twentieth Century Limited, der sie zurück nach New York City bringen soll. Im Zug trifft Oscar überraschend auf Lily, die der Erfolg in Hollywood in eine Diva verwandelt hat, die all die Charakterzüge von Oscar in sich vereinigt. Lily ist in Begleitung ihres Liebhabers George Smith.
Die letzte Rettung für Oscars Karriere wäre es, wenn er Lily zu einer Rückkehr unter seiner Regie bewegen könnte – daher lässt er, unterstützt von seinen Mitarbeitern Oliver Webb und O’Malley, keinen Trick unversucht. Auf der Zugfahrt kommt es so zu endlosen Verwicklungen, Missverständnissen, Trennungen und Versöhnungen zwischen den Beteiligten. Oscar glaubt, in dem Zugpassagier und angeblichen Millionär Mathew J. Clark einen Finanzier für sein Stück gefunden zu haben, doch es handelt sich bei Clark um einen Ausbrecher aus der Psychiatrie. Als Oscar bei einer Auseinandersetzung mit Clark sehr leicht verwundet wird, gibt er vor, im Sterben zu liegen. Die verzweifelte Lily erklärt sich daraufhin bereit, in seinem neuen Stück aufzutreten, und unterschreibt den Vertrag. Kaum haben die Proben begonnen, behandelt Oscar Lily wieder so schäbig wie eh.

## Hintergrund
Das Theaterstück Twentieth Century von Ben Hecht und Charles MacArthur war mit 152 Aufführungen ein mäßiger Erfolg der Saison 1932/1933 mit Eugenie Leontovich in der Rolle der Lily Garland. Leontovitch hatte erst kurz vorher Triumphe als Grusinskaya in der Broadwayadaption von Menschen im Hotel von Vicki Baum gefeiert.
Als Harry Cohn, Chef von Columbia Pictures, im Herbst 1933 die Rechte an dem Stück erwarb, wollte er zunächst Leontovich für die Verfilmung gewinnen und versuchte dann, Gloria Swanson zu einem Comeback in der Rolle des temperamentvollen Stars zu überreden. Der Plan zerschlug sich ebenso wie die Idee, Miriam Hopkins die Rolle zu geben. Das Studio kam dann in die Verlegenheit, sich weitere Absagen von etablierten Stars wie Ruth Chatterton, Ann Harding und Constance Bennett einzuholen, die es allesamt unter ihrem Niveau erachteten, für ein kleines Studio wie Columbia zu arbeiten. Zuerst waren Preston Sturges und später Herman Mankiewicz als Drehbuchautor im Gespräch. Die Pläne zerschlugen sich, und am Ende übernahmen es Ben Hecht und Charles MacArthur persönlich, ihr Stück für die Leinwand zu adaptieren. John Barrymore erhielt für die zweiwöchigen Dreharbeiten eine Gage von 50.000 US-Dollar. Für Carole Lombard, die es geschafft hatte, mit dem autokratischen Harry Cohn eine Art von Vertrauensverhältnis aufzubauen, war die Mitwirkung in dem Film ein wichtiger Schritt zum Durchbruch als Star. Sie konnte hier erstmals ihr Talent für Komödie zeigen und gewann mit ihrer Darstellung der etwas naiven und emotionalen Lily Garland gute Kritiken.
Gemeinsam mit Es geschah in einer Nacht, der später im Jahr ebenfalls von Columbia in den Verleih gebracht wurde, war Napoleon vom Broadway der Prototyp der Screwball-Comedy, ein Genre, das sich bis gegen Ende der Dekade großer Popularität erfreute. Im Mittelpunkt standen meist exzentrische Charaktere, die ihre oft haarsträubenden Probleme und Neurosen in exzessiven Dialogen ausleben.
1949 wurde der Stoff mit Fredric March und Lilli Palmer erstmals für das Fernsehen verfilmt; knapp vier Jahre später kam eine erneute Version, diesmal mit Constance Bennett, auf die Mattscheibe. Die künstlerisch ambitionierteste Adaption hatte der Stoff jedoch im April 1956, als Orson Welles und Betty Grable mitwirkten.

## Kritiken
Das Lexikon des internationalen Films fand den Film auch Jahrzehnte nach der Uraufführung immer noch witzig:

„Die Abenteuer eines exzentrischen Theaterdirektors vom Broadway mit einer Blondine, die er zum Star gemacht hat und die vor seinen Launen nach Hollywood geflohen ist. Vor dem finanziellen Ruin stehend, versucht er alles, sie zurückzuholen. Eine der ersten amerikanischen ‚screwball comedies‘, die vom Geschlechterkampf handelt.“

In Kay Wenigers Das große Personenlexikon des Films heißt es in der Biografie von Regisseur Hawks:

„Mit ‚Napoleon vom Broadway‘, in dem ein wie aufgedreht durch die Szenerie tobender John Barrymore als exzentrisch-egomanischer Theater-Maestro nach Herzenslust overacting betreiben konnte, bewies Hawks, nach Jahren der Arbeit an dramatischen Stoffen, daß er auch eine Hand für leichtgewichtige Slapstick-Komödie mit screwball comedy-Elementen besaß.“

## Auszeichnungen
- 2011: Aufnahme in das National Film Registry